# DEFA1B
DEFA1B‏ (Defensin alpha 1) هوَ بروتين يُشَفر بواسطة جين DEFA1B في الإنسان.